# Championnats d'Afrique de lutte 2010
Navigation
Casablanca 2009 Dakar 2011
Les Championnats d'Afrique de lutte 2010 se déroulent du 26 au 29 juin 2010 au Caire, en Égypte.

## Podiums

### Hommes

#### Lutte libre
| Catégories | Or                           | Argent                | Bronze                        |
| ---------- | ---------------------------- | --------------------- | ----------------------------- |
| 55 kg      | Ibrahim Farag Abdelhakim     | Adama Diatta          | Amar Chergui                  |
| 55 kg      | Ibrahim Farag Abdelhakim     | Adama Diatta          | Soares Antonio Albano Camague |
| 60 kg      | Daniel Amas                  | Hassan Ibrahim Madani | Bilel Douissa                 |
| 66 kg      | Omar Abdou Abdou             | Isaac Boaz            | Mohamed Ali Belayech          |
| 66 kg      | Omar Abdou Abdou             | Isaac Boaz            | Rabah Siramdane               |
| 74 kg      | Augusto Midana               | Riad Jelassi          | Joel Enetmi                   |
| 84 kg      | Adnan Rahimi                 | Dick Abido            | Ahmed Mohamed Mahmoud         |
| 96 kg      | Sinivie Boltic               | Aristide Diatta       | David Muntu                   |
| 96 kg      | Sinivie Boltic               | Aristide Diatta       | Saleh Moustafa                |
| 120 kg     | Ismael El Desouky Abdelraouf | Hugues Onanena        | Sunday Opiah                  |

#### Lutte gréco-romaine
| Catégories | Or                                  | Argent                  | Bronze                   |
| ---------- | ----------------------------------- | ----------------------- | ------------------------ |
| 55 kg      | Haitham Mahmoud Fahmy               | Sunday Sanni            | Saber Bouthouri          |
| 55 kg      | Haitham Mahmoud Fahmy               | Sunday Sanni            | Mohamed Bouterfassa      |
| 60 kg      | Hamed Sayed Abdelmonem              | Jihad Khelifi           | Joseph Remeo             |
| 60 kg      | Hamed Sayed Abdelmonem              | Jihad Khelifi           | Billel Benbrih           |
| 66 kg      | Mohamed Serir                       | Hussem Elian Aboulghit  | Moez Jalel               |
| 74 kg      | Zied Ait Ouagram                    | Mohamed Seddik Ahmed    | Aziz Boualem             |
| 84 kg      | Haykel Achouri                      | Mahmoud Mohamed Elsayed | Messaoud Zeghdane        |
| 84 kg      | Haykel Achouri                      | Mahmoud Mohamed Elsayed | Efionayi Joe Agbonevbare |
| 96 kg      | Mohamed Ibrahim Abdelfattah Mohamed | Hassine Ayari           | Choukri Atafi            |
| 120 kg     | Ramy Abdelaati Ibrahim              | Radhouane Chebbi        | Mamman Talaram           |

### Femmes

#### Lutte féminine
| Catégories | Or                  | Argent                      | Bronze                             |
| ---------- | ------------------- | --------------------------- | ---------------------------------- |
| 48 kg      | Maroi Mezien        | Sammy Oziti                 | Rebecca Muambo                     |
| 51 kg      | Isabelle Sambou     | Mona Samir Mahmoud          | Ifeoma Nwoye                       |
| 55 kg      | Marwa Amri          | Lovina Odochi               | Hasnaa Haja                        |
| 59 kg      | Blessing Oborududu  | Jacira Francisco Mendonça   | Edwige Ngono Eyia                  |
| 59 kg      | Blessing Oborududu  | Jacira Francisco Mendonça   | Hela Riabi                         |
| 63 kg      | Nadia Antar         | Tega Tosin Richard          | Maminirina Judicael Rafaliharisolo |
| 67 kg      | Ifeoma Iheanacho    | Enas Moustafa Youssef Ahmed | Sabrine Trabelsi                   |
| 72 kg      | Annabelle Laure Ali | Helen Okus                  | Doaa Ahmed Maher                   |